# Direcció general de Salut Pública, Qualitat i Innovació
La Direcció general de Salut Pública, Qualitat i Innovació és un òrgan de gestió de la Secretaria General de Sanitat i Consum del Ministeri de Sanitat, Consum i Benestar Social que assumeix les funcions relatives a la sanitat exterior i els requisits higiènic-sanitaris dels productes d'ús i consum humà, la promoció de la salut i la prevenció de les malalties i lesions, la coordinació de la vigilància en salut pública, inclosa la informació i vigilància epidemiològica, la vigilància de la salut laboral, la sanitat ambiental, així com l'elaboració de la normativa en aquestes matèries. Així mateix, li correspon la determinació dels criteris que permetin establir la posició espanyola davant la Unió Europea i en els fòrums internacionals en les matèries pròpies de la seva competència, sense perjudici de les quals poguessin ostentar en relació amb les mateixes altres Departaments ministerials.

## Funcions
Les funcions de la Direcció general es regulen en l'article 7 del Reial decret 1047/2018:
- Li correspon el desenvolupament de les funcions de l' Agència de Qualitat del Sistema Nacional de Salut i de l' Institut d'Informació Sanitària.
- Li correspon l'elaboració dels sistemes d'informació, l'impuls de plans de salut i programes de qualitat en el Sistema Nacional de Salut, inclòs el Pla Nacional sobre la SIDA, així com l'anàlisi i avaluació del funcionament del sistema sanitari espanyol i la seva comparació amb altres sistemes sanitaris.
- Li corresponen, igualment, quantes accions previstes en la Llei 33/2011, de 4 d'octubre, General de Salut Pública, siguin competència de l'Administració sanitària estatal, sense perjudici de les que puguin resultar atribuïdes a l'Agència Espanyola de Consum, Seguretat Alimentària i Nutrició.
- Les que en matèria de sanitat exterior es deriven de l'establert en la legislació internacional, en la Llei 33/2011, de 4 d'octubre, i en el Reial decret 1418/1986, de 13 de juny, comprenent, en tot cas, l'autorització sanitària i el control per a la importació i exportació de mostres humanes per a estudis analítics diagnòstics o de recerca, sense perjudici de les competències de l'Agència Espanyola de Medicaments i Productes Sanitaris sobre medicaments, productes sanitaris, cosmètics i productes d'higiene personal.
- Elaborar i realitzar el seguiment dels programes de caràcter nacional i internacional de lluita contra l'antropozoonosi no alimentària i les que en matèria de veterinària de salut pública té encomanades el Departament.
- Exercir les accions relatives a la salut internacional.
- Elaborar, en col·laboració amb altres organismes públics implicats, plans de preparació i resposta davant amenaces actuals o emergents per la salut humana.
- Monitoritzar els riscos per a la salut pública en coordinació amb els organismes implicats i realitzar les avaluacions de risc oportunes.
- Realitzar la coordinació internacional en l'àmbit de les malalties transmissibles i de les situacions d'emergència de salut pública.
- Planificar, coordinar i desenvolupar la Xarxa de Vigilància en Salut Pública, inclosa la Xarxa Nacional de Vigilància Epidemiològica, en coordinació amb els òrgans de l'Administració General de l'Estat amb competències en la matèria i els serveis de les comunitats autònomes.
- Desenvolupar el Sistema d'Informació en Salut Pública i mantenir el registre d'interrupcions voluntàries de l'embaràs, així com els fitxers de garbellats neonatals i de cobertura de vacunació.
- Analitzar, proposar i, si escau, gestionar polítiques de salut pública, programes de promoció de la salut, de prevenció de les malalties i lesions, especialment d'aquells que suposin el desenvolupament d'iniciatives adoptades per la Unió Europea, en coordinació amb les comunitats autònomes, particularment programes de prevenció i control de malalties infeccioses, programes de prevenció i control de malalties cròniques, dels seus factors de risc i programes de vacunació.
- Promoure el desenvolupament d'iniciatives, programes i activitats per a la prevenció del tabaquisme, en coordinació amb les comunitats autònomes, i impulsar i coordinar les activitats de l'Observatori de Salut en aquesta matèria.
- Promoure la creació d'una xarxa de laboratoris de salut pública.
- Exercir les actuacions relacionades amb el Sistema Nacional per a la Seguretat Transfusional.
- Gestionar les ajudes socials que es puguin establir per a les persones afectades per l'activitat en el sistema sanitari públic, en el que a l'àmbit competencial del Ministeri de Sanitat, Consum i Benestar Social es refereixi.
- Controlar la publicitat i informació sanitària en l'àmbit de la Secretaria General de Sanitat i Consum, no atribuït a altres centres directius de la mateixa.
- Avaluar, prevenir i controlar els efectes dels factors ambientals sobre la salut humana; gestionar les xarxes de vigilància i alerta sanitària de riscos ambientals i les activitats relacionades amb la protecció de la salut.
- Registrar, autoritzar i avaluar el risc per a la salut humana de biocides i avaluar els riscos per a la salut dels productes fitosanitaris.
- Realitzar les actuacions relacionades amb la promoció i protecció de la salut laboral que siguin de la competència del Ministeri de Sanitat, Consum i Benestar Social, així com les que corresponguin al Departament en el marc de la Comissió Nacional de Seguretat i Salut en el Treball i les relacions amb les comunitats autònomes en l'àmbit de la salut pública.
- Elaborar i avaluar les Estratègies de Salut pel Sistema Nacional de Salut.
- Promoure la participació dels pacients i les seves organitzacions en les polítiques sanitàries.
- Fomentar i difondre bones pràctiques en el Sistema Nacional de Salut.
- Desenvolupar la metodologia i acreditar els centres de referència del Sistema Nacional de Salut i definir els criteris bàsics d'autorització de centres, serveis i establiments sanitaris; fomentar l'avaluació externa i interna dels centres i serveis sanitaris i desenvolupar la metodologia i acreditar les empreses i institucions competents per realitzar auditories de centres i serveis sanitaris amb validesa per al Sistema Nacional de Salut.
- Recaptar, elaborar i difondre informació objectiva, fiable i comparable en el desenvolupament del sistema d'informació del Sistema Nacional de Salut, d'acord amb el marc de normalització de la Unió Europea para aquests sistemes. Avaluar l'evolució dels indicadors clau en el conjunt del Sistema Nacional de Salut. Elaborar l'informe anual sobre l'estat del Sistema Nacional de Salut i els indicadors comparatius dels serveis de salut de les comunitats autònomes. Planificar i monitorar les actuacions en l'àmbit dels sistemes d'informació que desenvolupi l'Institut Nacional de Gestió Sanitària.
- Elaborar i dirigir l'enquesta nacional de salut i el baròmetre sanitari i gestionar la difusió de dades de l'índex nacional de defuncions i coordinar els sistemes d'informació i operacions estadístiques del Departament, vetllant per la integritat i seguretat de les dades confiades, garantint la seva confidencialitat. Mantenir les relacions institucionals amb els organismes nacionals i internacionals competents en matèria d'estadístiques i sistemes d'informació sanitària, en coordinació amb la Secretaria General Tècnica.
- Elaborar i mantenir el Registre general de centres, serveis i establiments sanitaris, així com reconèixer com a vàlids per al Sistema Nacional de Salut registres d'informació sanitària existents en diferents àmbits professionals i científics.
- Establir les normes tècniques i procediments funcionals necessaris per a l'accés i intercanvi d'informació clínica, terapèutica i de salut individual en el Sistema Nacional de Salut, en els termes previstos en l'article 56 de la Llei 16/2003, de 28 de maig, de cohesió i qualitat del Sistema Nacional de Salut. L'impuls i suport tècnic al desenvolupament i implantació de la recepta electrònica interoperable en tot el territori nacional i l'assignació del Codi d'identificació personal únic del Sistema Nacional de Salut de la targeta sanitària individual.
- Facilitar la recerca per part dels propis serveis sanitaris, promoure la constitució d'una plataforma d'innovació sanitària i la gestió de les mesures d'innovació competència de la Secretaria General de Sanitat i Consum.

## Estructura
De la Direcció general depenen els següents òrgans:
- Subdirecció General de Sanitat Exterior.
- Subdirecció General de Promoció de la Salut i Vigilància en Salut Pública.
- Subdirecció General de Sanitat Ambiental i Salut Laboral.
- Subdirecció General de Qualitat i Innovació.
- Subdirecció General d'Informació Sanitària.

### Organismes adscrits
- El Centre de Coordinació d'Alertes i Emergències Sanitàries.
- La Secretaria del Pla Nacional sobre la Sida
- La Comissió Nacional de Coordinació i Seguiment de Programes de Prevenció de la Sida.
- La Comissió Nacional d'Hemoteràpia.
- L'Observatori de Salut.
- La Comissió d'Avaluació de les Ajudes Socials.
- La Comissió d'Ajudes Socials als afectats pel VIH.
- La Comissió Ministerial d'Estadística.

## Llista de directors generals
- Pilar Aparicio Azcárraga (2018-)[2]
- Elena Andradas Aragonés (2015-2018)[3]
- José Javier Castrodeza Sanz (2014-2015)
- María Mercedes Vinuesa Sebastián (2012-2014)[4]